# 142P/Ge-Wang
142P/Ge-Wang, komet Jupiterove obitelji.